# Buslijn 30 (Amsterdam)
Buslijn 30 is een buslijn van het GVB die Amsterdam-Noord met Landelijk Noord verbond. Lijn 30 werd gereden met kleine busjes in verband met de smalle wegen en bruggen. Er hebben sinds 1956 twee buslijnen met het lijnnummer 30 bestaan, maar ook een pendelbuslijn 30P en een scholierenlijn 230. De laatste lijn 30 werd gereden vanuit garage Noord.

## Geschiedenis

### Lijn 30 I

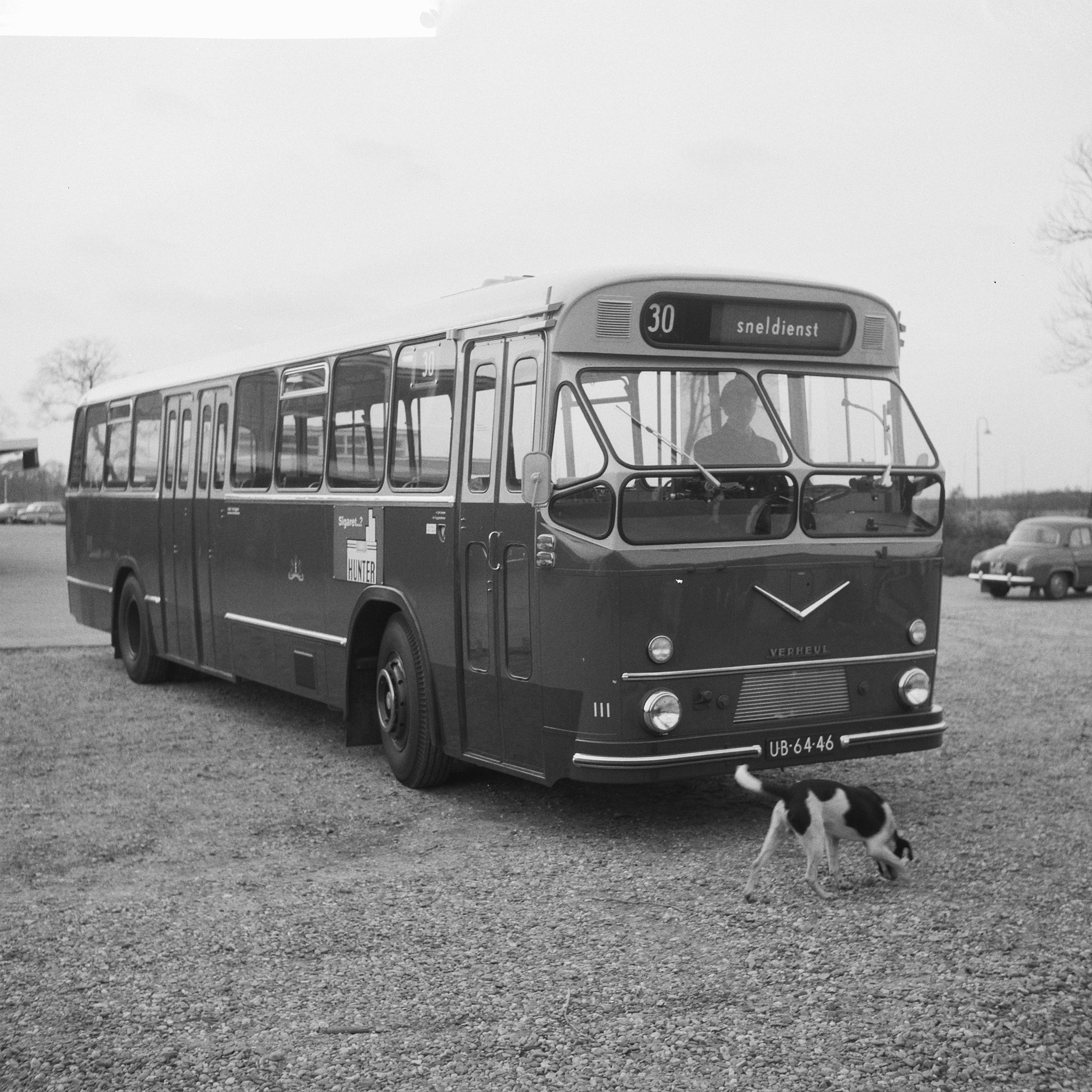
AEC-bus 111 ingefilmd als lijn 30 in 1961

De eerste lijn 30 werd op 1 april 1956 ingesteld vanuit de hoofdgarage West en verbond het Haarlemmermeerstation via de Amstelveenseweg met het Amsterdamse Bos. Er werd langs de Bosbaan naar het startpunt van de Bosbaan gereden, waar een keerlus was. Al voor de Tweede Wereldoorlog reden er langs deze route bij belangrijke roeiwedstrijden extra bussen die echter geen lijnaanduiding voerden. De lijn, die bekend stond als de 'Bosbus', reed alleen op zon- en feestdagen van Pasen tot begin oktober. Tijdens roeiwedstrijden op de Bosbaan werd de lijn tijdelijk verlegd naar een parkeerterrein nabij de grote vijver. Doordat het autobezit destijds nog laag was, kende de lijn op mooie zondagen een groot vervoer en werd een groot aantal extra bussen ingezet. Bij slecht weer werd een minimale dienst uitgevoerd. Omdat de lijn de gemeentegrens van Amstelveen overschreed en in concessiegebied reed van Maarse & Kroon, werd de dienstregeling jaarlijks ter goedkeuring voorgelegd aan de Rijksverkeersinspectie.

#### Lijn 70
Op 27 maart 1966 werd de 'Bosbus' vernummerd tot 'lijn 70' om zo het lijnnummer 30 vrij te maken. De route bleef echter ongewijzigd. De lijn reed bij mooi weer 6 keer per uur en kende ook extra's om alle passagiers te kunnen vervoeren, waarbij ook bussen van Maarse & Kroon werden ingezet. Bij slecht weer werd minder vaak gereden. Bij bijzondere gelegenheden werd ook op andere dagen gereden zoals bijvoorbeeld tijdens de 'Bosdagen' ook op woensdag. Door het toegenomen autobezit is het vervoer in de loop der jaren echter sterk gedaald en de laatste jaren kende de lijn slechts een uurdienst, waarbij bij mooi weer een halfuurdienst kon worden gereden. De lijn reed dan met twee bussen, waarbij de bus die niet benodigd was extra wachtbus was. Ook kwam het sinds 1987 voor dat bij mooi weer niet de frequentie werd verhoogd maar een gelede bus werd ingezet, terwijl bij slecht weer met een minibus kon worden volstaan.
In 1993 werd de lijn verlegd van het Haarlemmermeerstation naar Station Zuid, nadat eerst dat jaar een nieuwe route was ingesteld van de De Cuserstraat naar het Amsterdamse Bos, die echter niet aansloeg omdat de De Cuserstraat in tegenstelling tot het Haarlemmermeerstation of Station Zuid geen groot overstappunt was. De lijn kreeg weer een halfuurdienst. Op 1 juni 1997 werd lijn 70 in het kader van een bezuinigingsronde geheel opgeheven, waarmee het Amsterdamse Bos alleen nog maar op afstand aan de oostrand en zuidrand bediend werd (per bus of museumtram).
Op 25 april 2015 keerde de 'Bosbus' als proef terug. Nu werd echter gereden vanaf de Van Nijenrodeweg, bij het einde van de Bosbaan, waar werd begonnen bij de Boswinkel. Van hier reed de lijn de oude route langs de Bosbaan, waarbij tevens naar het vroegere eindpunt werd gereden dat in gebruik was bij roeiwedstrijden, met een halte bij de Duizendmeterweg en de Kleine Speelweide. Vervolgens werd er gekeerd en teruggereden naar de Bosbaan. Aan het startpunt van de Bosbaan bij de oude keerlus reed de lijn verder het bos in langs Boerderij Meerzicht, het Groot Kinderbad, de Geitenboerderij en eindigde voortaan bij de Dagrecreatie.
De Bosbus was een proef van de gemeente en men hoopte dat bezoekers, met name met kleine kinderen, of mensen die minder goed ter been zijn, toch meer van het bos konden zien dan alleen vanaf de oostrand en zuidrand van het bos per normaal openbaar vervoer. Sinds de opheffing van de vorige lijn in 1997 reed er geen bus meer door het bos. De nieuwe lijn werd in 2015 niet gereden door een gewone GVB-bus maar door een museum midibus uit 1984. Hiertoe was bus 590 beplakt met een speciale uitvoering als 'Bosbus'. Net als de vroegere Bosbus werd er alleen gereden op zondagen van april tot oktober. De OV Chipkaart was niet geldig en er gold een speciaal tarief van € 1. De proef werd in 2016 voortgezet maar nu werd door het Amsterdamse Bos een klein elektrisch busje ingezet. Ook van april tot oktober 2017 reed deze 'Bosbus', maar in 2018 werd de dienst niet meer hervat. Dit omdat er te weinig passagiers waren.

### Lijn 30 II

#### Lijn M, 5, MS/111
Van 9 oktober 1930 tot 21 februari 1932 reed het GTA buslijn M, die tussen Nieuwendam, Schellingwoude en Durgerdam, tussen Nieuwendam en Ransdorp en tussen Nieuwendam en Zunderdorp in de spitsuren enkele ritten reed. In 1949 werd Enhabo-lijn 5 ingesteld, die een verbinding tussen de dorpen en de Buiksloterweg verzorgde. De gemeente Amsterdam vergoedde een deel van het exploitatietekort, omdat men het belang van de lijn erkende. In 1966 besloot de gemeente de lijn zelf te rijden. Daarnaast reed NACO-lijn MS, sinds 1972 NZH-lijn 111, één rit in de ochtendspits naar Amsterdam en één rit in de middagspits van Amsterdam met een klein busje met een afwijkende route via Uitdam, Durgerdam en Schellingwoude.

#### Lijn 30

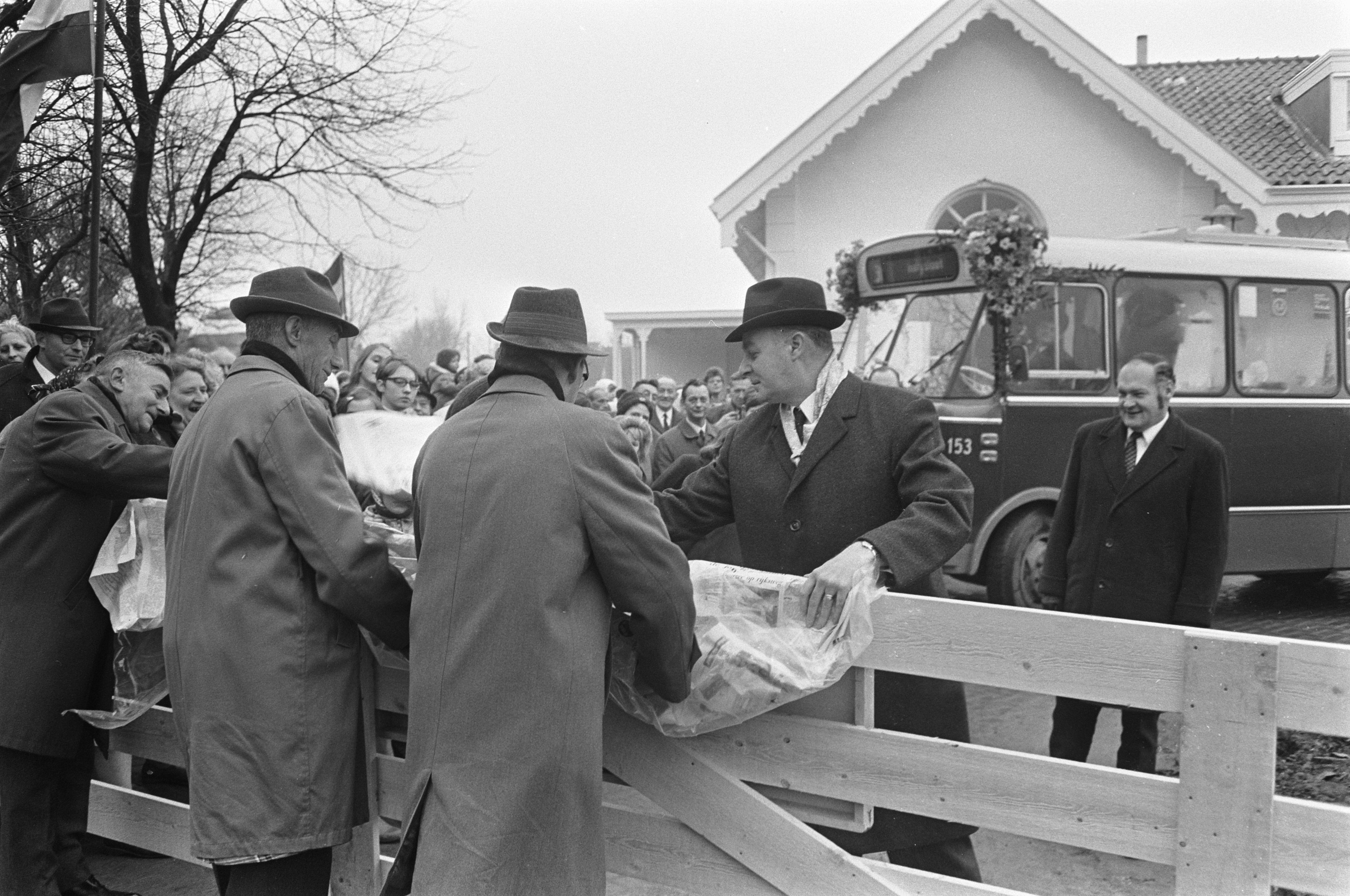
Opening lijn 30 naar Holysloot 1968

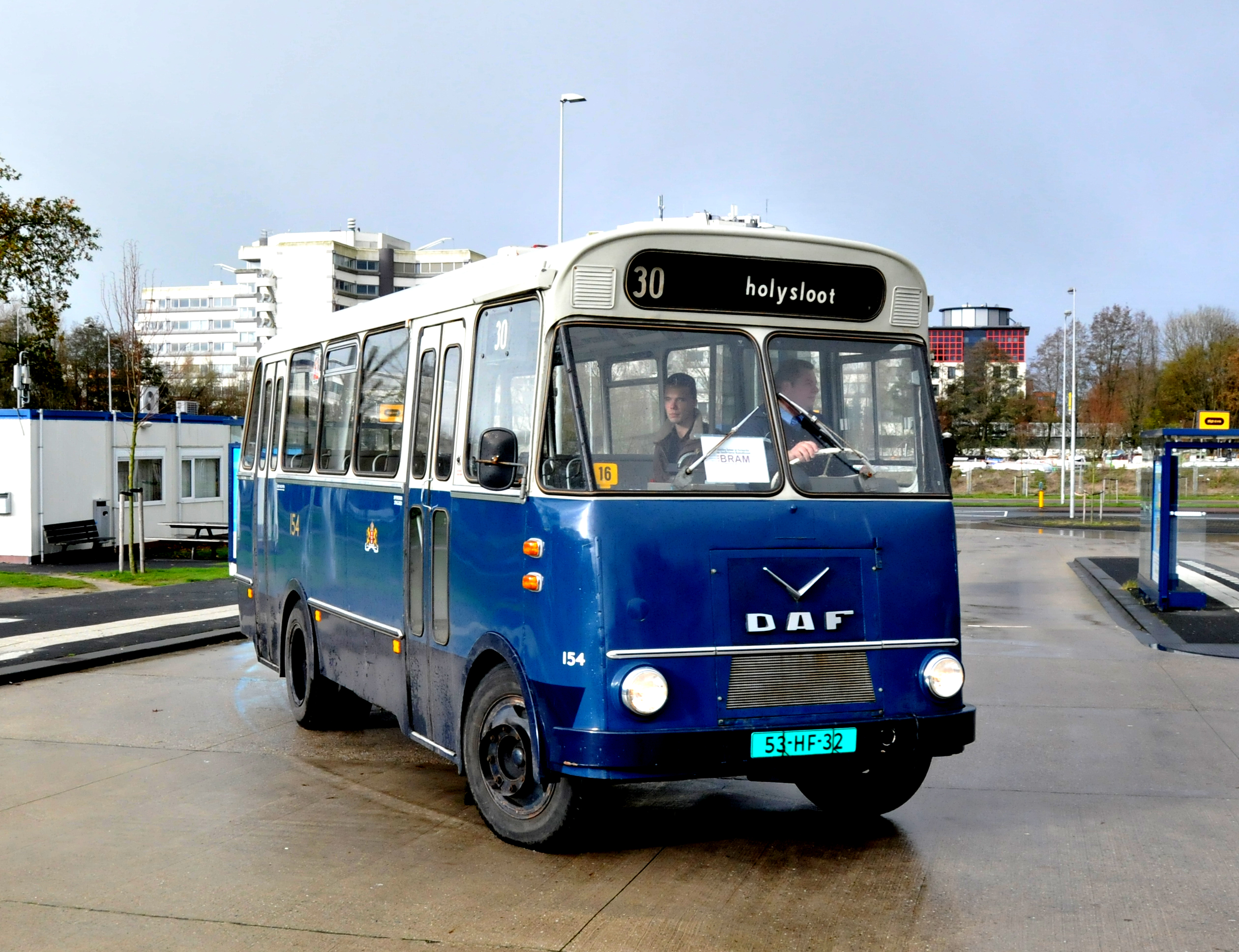
DAF-microbusserie 153-160 (sinds 1974 573-580) reed van 1966 tot 1978 op lijn 30, microbus 154 (bouwjaar 1966) van lijn 30 is bewaard gebleven als museumbus.

Het GVB stelde daarmee een tweede lijn 30 in op 27 maart 1966 die reed van het Purmerplein naar Schellingwoude. De lijn was de opvolger van Enhabo-lijn 5 en de kleine lijn 31 die reed in aansluiting op de gewone lijn 31. Op 1 juli 1966 werd verder gereden via Durgerdam, Ransdorp en vandaar terug naar het Purmerplein. Op 23 november 1968 werd de lijn in zijn uiteindelijke vorm gereden, waarbij vanaf de Dijkmanshuizenstraat via Schellingwoude, Durgerdam en Ransdorp naar Holysloot werd gereden, welk dorp hiermee voor het eerst een openbaarvervoerverbinding kreeg. Op 30 oktober 1969 volgde verlenging naar Zunderdorp, waarmee de lijn was voltooid. De standplaats was voortaan op het Waterlandplein, waarvandaan enerzijds naar Zunderdorp werd gereden en anderzijds naar Holysloot. In 1975 volgde doortrekking naar 't Nopeind, waar keergelegenheid was op het erf van een boerderij.

#### Lijn 90 en 90P

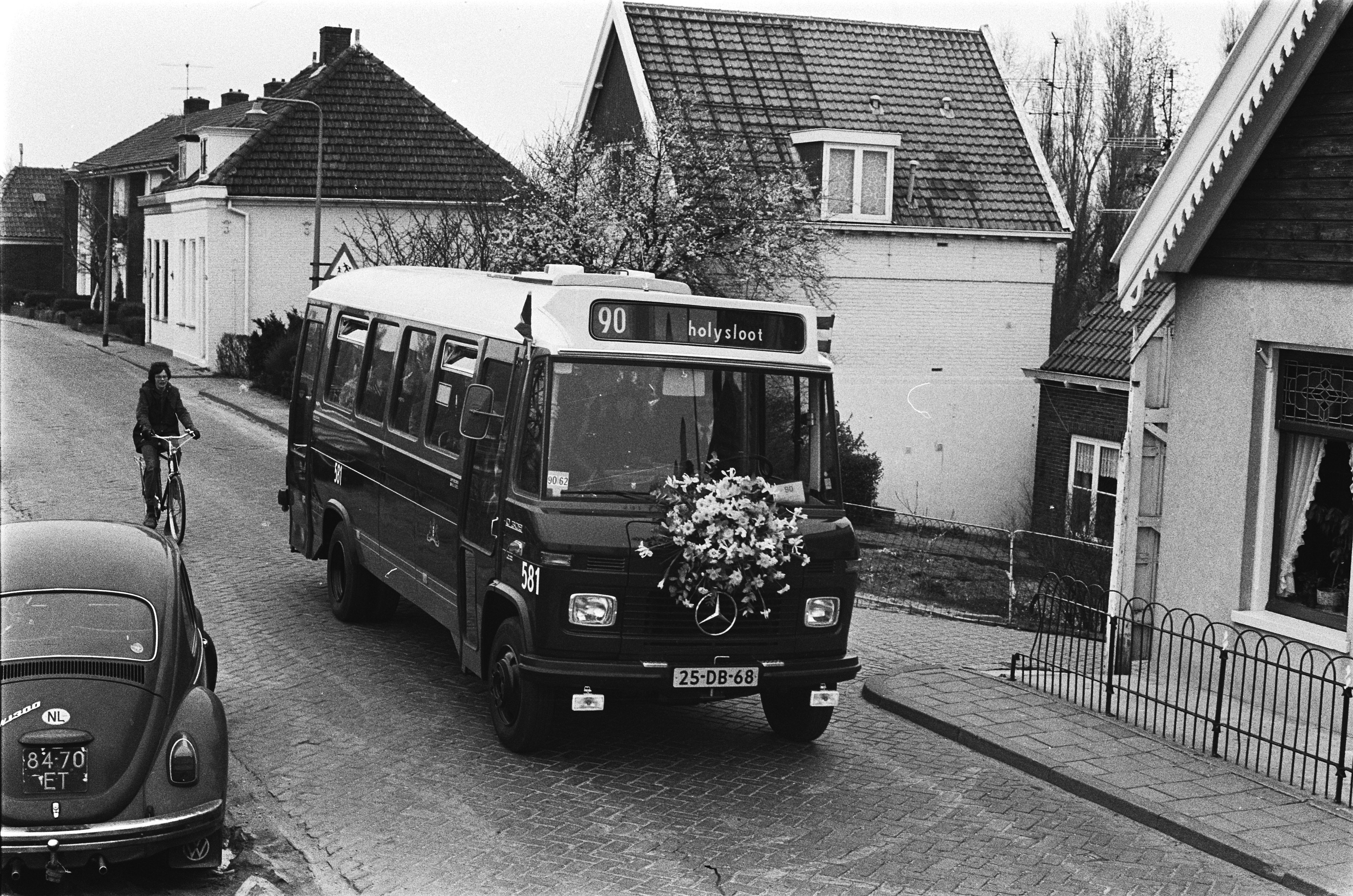
Mercedes-minibusserie 581-584 reed van 1978 tot 1984 op lijn 90, buslijn 90 met de nog nieuwe minibus 581, versierd met bloemen; 8 april 1978.

Op 8 april 1978 werd lijn 30 vernummerd tot lijn 90. Dit was noodzakelijk omdat het lijnnummer 30 was gereserveerd voor een nieuwe daglijn 30 tussen Molenwijk en het Weesperplein die echter nooit is ingesteld. Op 23 augustus 1982 werd een lijn 90P ingesteld tussen het Waterlandplein en de campings aan het Kinselmeer. Hierbij werd vanaf de Schellingwouderdijk gereden via de IJdijk. De lijn reed alleen in de zomermaanden.

#### Lijn 30 en 30P

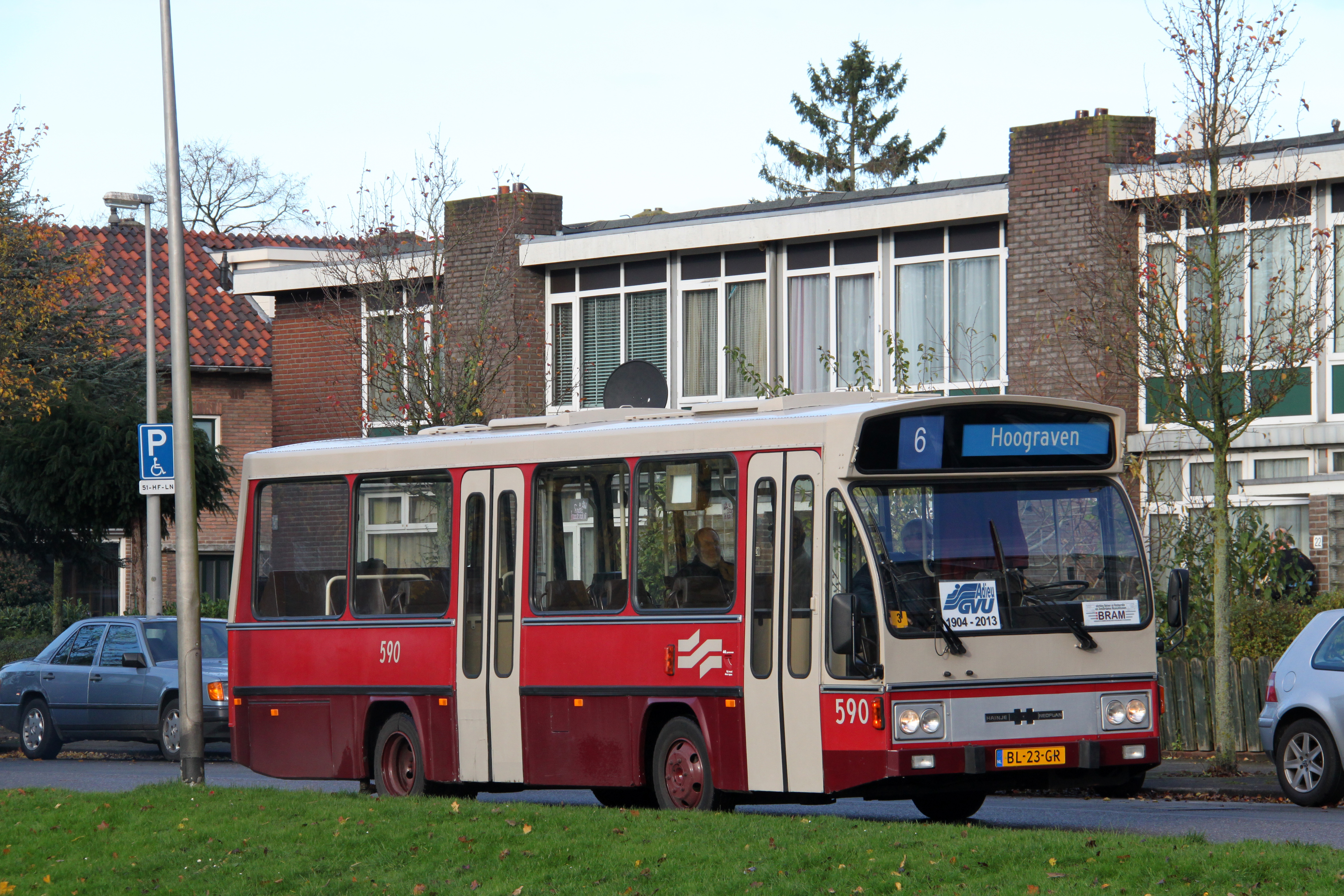
Neoplan-midibusserie 585-591 reed van 1984 tot 1988 op lijn 30, Midibus GVB 590 (Stichting BRAM).

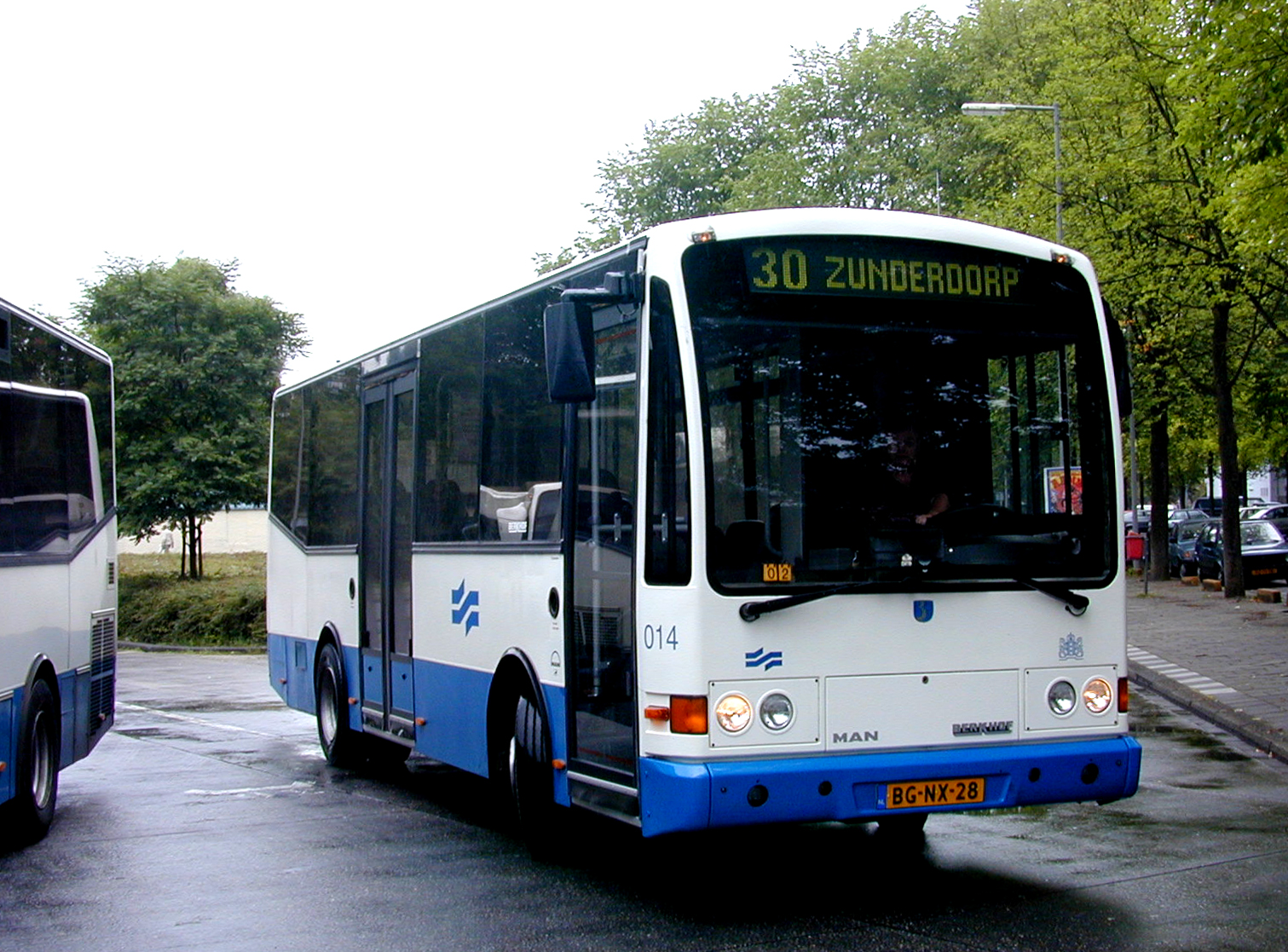
MAN-midibusserie 010-015 reed van 1998 tot 2011 op lijn 30, een van de kleine busmodellen (bus 014) op lijn 30 op het Waterlandplein; 10 augustus 2000.

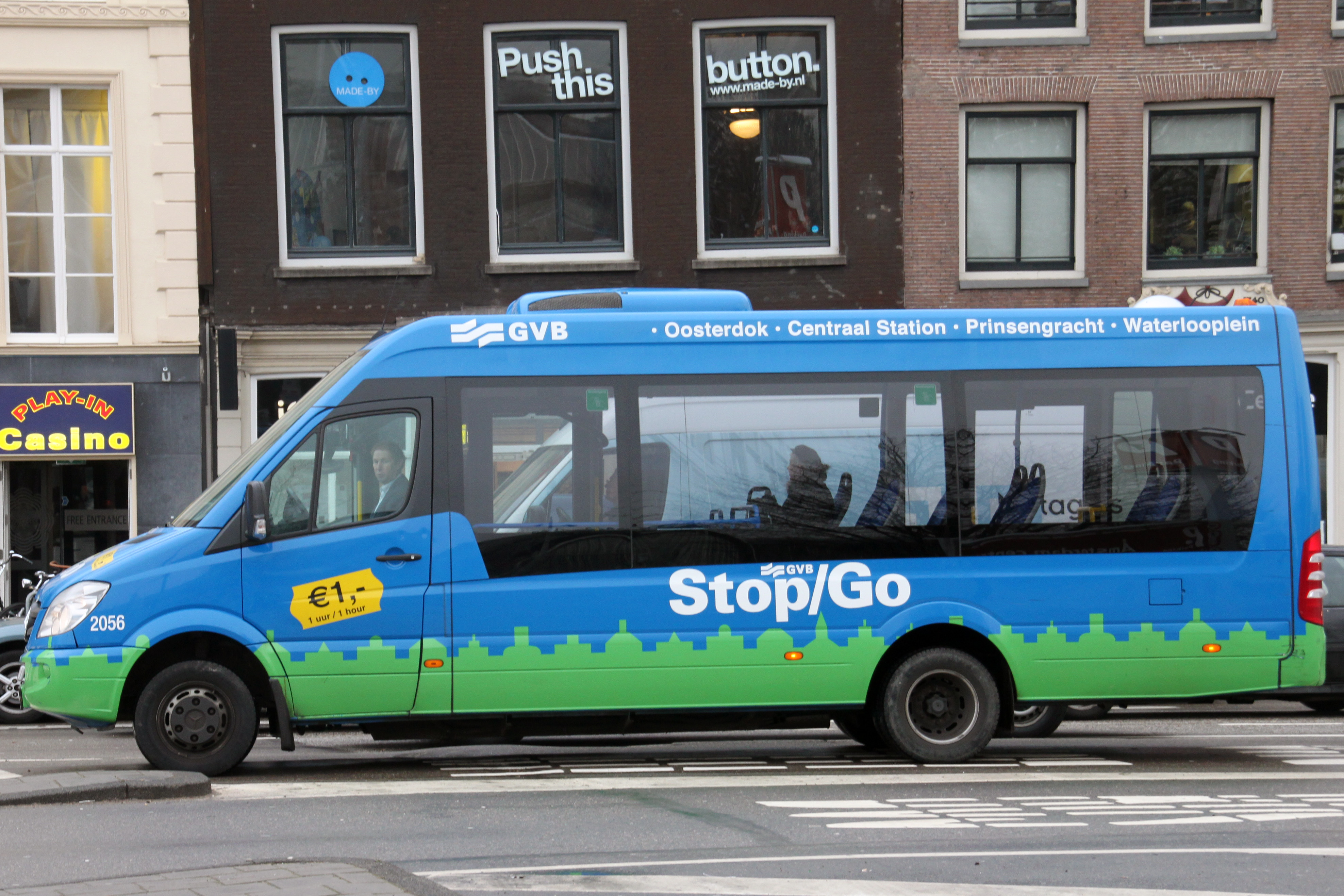
Mercedes-minibusserie 016-019 reed van 2011 tot 2018 op lijn 30, een voormalig 'Stop/Go'-busje, met daarop de routeaanduiding (2010).

Op 1 mei 1984 werd lijn 90 weer terugvernummerd tot lijn 30 en ook lijn 90P werd nu lijn 30P maar werd op 6 oktober 1984 weer opgeheven. Behalve enkele kleine routewijzigingen zoals de verlegging via Liergouw en Durgerdammerdijk in plaats van de gehele Schellingwouderdijk bleef de lijn ongewijzigd, totdat vanaf september 1993 de lijn in de avonduren werd omgezet in een lijntaxi. Sinds 1999 gebeurde dit ook in het weekeinde.
De meest ingrijpende wijziging vond plaats op 28 mei 2006 toen lijn 30 werd gesplitst in lijn 30 en lijn 31. Hierbij reed lijn 30 van Holysloot naar het Buikslotermeerplein en lijn 31 van Zunderdorp naar het Buikslotermeerplein. De lijnen werden echter wel doorgaand geëxploiteerd, waarbij de standplaatsrust op het Buikslotermeerplein was. Enkele schoolritten werden gereden onder het lijnnummer 230, waarbij via de Liergouw naar Ransdorp werd gereden.
Op 1 januari 2012 werd de lijntaxi geheel opgeheven en reden de lijnen 30 en 31 alleen nog maar op maandag tot en met vrijdag overdag. Landelijk Noord is daarmee, net als Driemond, buiten die tijden verstoken van openbaar vervoer. Scholierenlijn 230 verdween.

#### Belbus
Van 3 februari tot 8 december 2018 vond er een proef plaats met vraaggericht openbaar vervoer in Landelijk Noord, waarbij de lijnen 30 en 31 werden vervangen door een belbus onder de naam 'Mokumflex', uitgevoerd door taxibedrijf RMC. In tegenstelling tot de lijnen 30 en 31 wordt ook, op verzoek, gereden in de avonduren en het weekeinde en was het het vervoer gedurende het experiment gratis. In het GVB-vervoerplan 2019 stond dat lijn 30 definitief niet zou terug keren, onafhankelijk van de proef met de belbus, en deze werd dan ook op 9 december 2018 opgeheven. De proef met het experiment werd echter met een jaar verlengd. Sinds 1 juli 2020 rijdt taxibedrijf Staxi in opdracht van de gemeente Amsterdam het Mokumflex-vervoer.

## Trivia
- De busjes van lijn 30 waren als unicum voorzien van een blauwe gemeentegiro-brievenbus, waardoor de bewoners van de dorpjes ondanks het ontbreken van deze brievenbussen toch hun betaalopdrachten konden verzenden.